# Kacper Majchrzak
Kacper Krystian Majchrzak (Poznań, 22 settembre 1992) è un nuotatore polacco.

## Biografia
È allenato da Michał Szymański.
Ha rappresentato la Polonia ai Giochi olimpici di Londra 2012 e Rio de Janeiro 2016.
Ai Campionati europei di nuoto di Glasgow 2018 ha vinto la medaglia di bronzo nella staffetta 4x100 metri stile libero, assieme ai compagni Jan Świtkowski, Konrad Czerniak, Jakub Kraska e Jan Hołub.

## Palmarès
- Europei

Glasgow 2018: bronzo nella 4x100m sl.
- Universiade

Taipei 2017: argento nei 100m sl e nei 200m sl.
- World Games

Chengdu 2025: oro nei 100m percorso misto, argento nei 50m trasporto manichino e nella 4x25m trasporto manichino.

## International Swimming League
| Stagione 2019 | Stagione 2020 | Stagione 2021 |
| ------------- | ------------- | ------------- |
| Cali Condors  | Cali Condors  | Cali Condors  |